# Skriti šef
Skriti šef je slovenska različica Irske oddaje "Secret Chef", kjer se v kuharskega mojstra prelevijo znani Slovenci. Voditelj je kuhar Marko Pavčnik lastnik restavracije PAVUS - Grad Tabor Laško kjer se oddaja tudi snema. Oddaja je v začetku predvajana v ponedeljkovem večernem terminu nato v nedeljskem pred informativno oddajo na POP TV.

## Opis
V vsaki oddaji znan slovenec pripravi dva tri hodna menja. Kuha za pomembne goste in tri kritike kateri mu na koncu dneva podelijo zvezdice za njegove krožnike. Ob koncu dneva Marko Pavčnik predstavi kuharskega mojstra kritikom in gostom. 
Za pomoč v kuhinji ima kuharski mojster tudi pomočnike:
- Uroš Fakuč, kuhar za predjedi se je kalil v znani italijanski kuharski šoli Gualtiera Marchuesija, utemeljitelja moderne italijanske kuhinje. Drzne kombinacije okusov mu niso tuje, saj ga pri delu vodi pogum.
- Robert Gregorčič, kuhar na glavnih jedeh si je znanje nabiral pri kulinaričnem mojstru Petru X. Kellyju v New Yorku, čare kuharskega poklica je odkrival v Moskvi, kuhal pa je tudi za slovensko olimpijsko reprezentanco v Salt Lake Cityju.
- Gorazd Potočnik, slaščičar je svojo pot začel kot kuhar, pred trinajstimi leti pa se je podal v svet sladic. Navdih je iskal v tujini, najraje v Italiji in Franciji. Strasten »čokoholik« je tudi ljubitelj glasbe, ki svoje sladice vselej uglasi v zveneč akord.

## Sezone
| Sezona | Sezona | Oddaj | Originalno predvajanje | Originalno predvajanje |
| Sezona | Sezona | Oddaj | Začetek sezone         | Konec sezone           |
| ------ | ------ | ----- | ---------------------- | ---------------------- |
|        | 1      | 11    | 23.3.2013              | 15.6.2014              |

## 1. sezona
ODDDAJE
| oddaja | Skriti šef           | zvezdice |
| ------ | -------------------- | -------- |
| 1      | Sašo Pop             | 3        |
| 2      | Nuša Derenda         | 3        |
| 3      | Denis Oštir          | 5        |
| 4      | Nina Pušlar          | 3        |
| 5      | Alya                 | 5        |
| 6      | Dušan Mravlje        | 2        |
| 7      | Irena Polanec        | 3        |
| 8      | Iryna Osypenko Nemec | 4        |
| 9      | Aleš Bravničar       | 4        |
| 10     | Savina Atai          | 5        |
| 11     | Bojan Emeršič        | 5        |
| 12     | Branko Đurić - Đuro  | 2        |